# ニビシ醤油
ニビシ醤油株式会社（ニビシしょうゆ）は、福岡県古賀市に本社を置く、醤油・味噌・スープなどを製造する調味料メーカー。フンドーキン醤油、富士甚醤油、チョーコー醤油などと共に九州を代表する調味料メーカーのひとつ。
企業キャッチコピーは「九州の食卓には、いつもニビシがあります。」と、「こころに、ごちそうを。」、「基本、ですから。」。
ロングセラーである「うまくちしょうゆ」、この「うまくち」という言葉はニビシが生んだ造語。また、同じくロングセラーの「里ごころ」の販売で、九州に「合わせ味噌」が広まる。

## 沿革

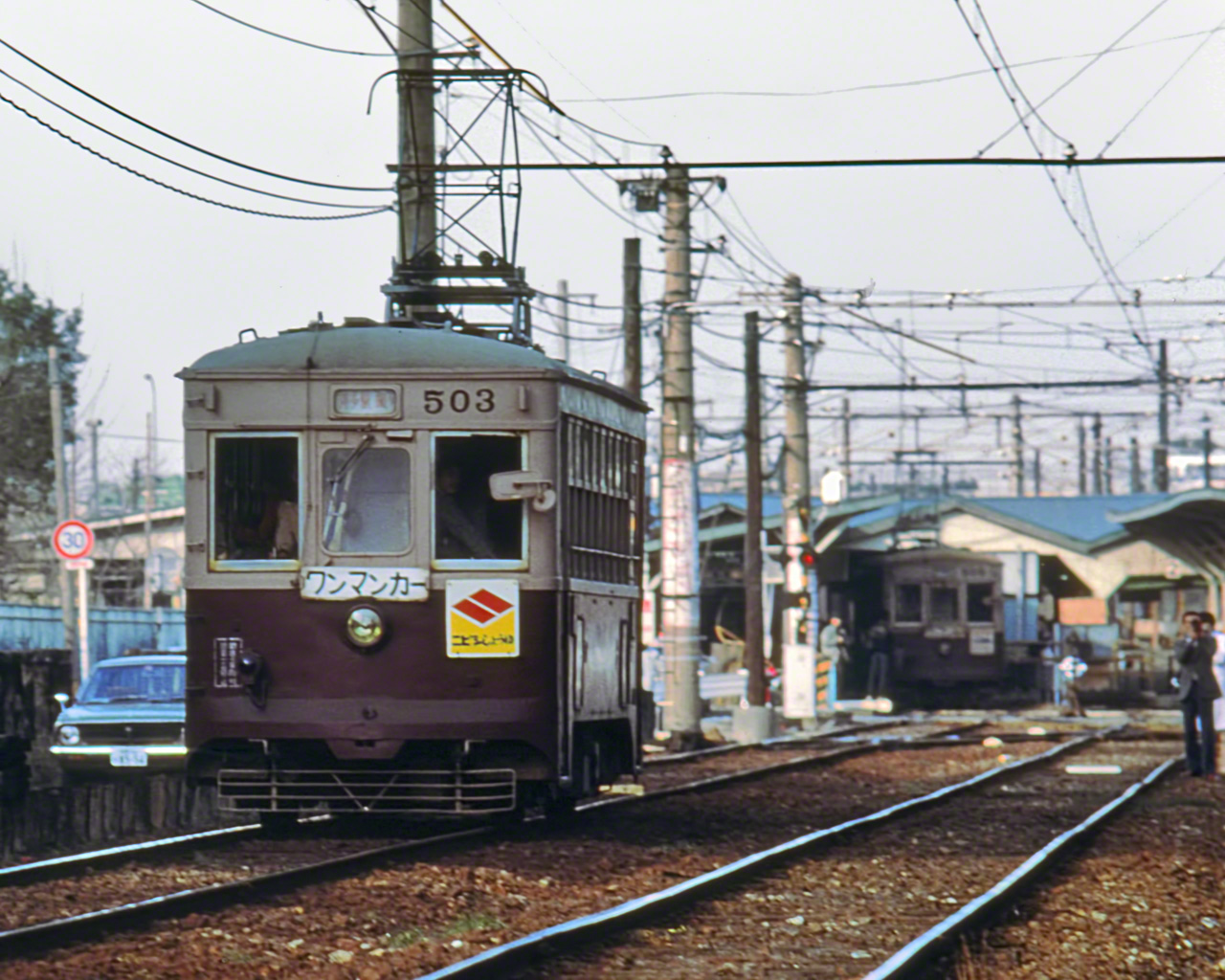
ニビシ醤油の広告を掲げた西鉄福岡市内線の500形電車。

- 1919年（大正8年） - 日本調味料醸造株式会社創業
- 1920年（大正9年） - 古賀工場建設、醤油操業開始
- 1921年（大正10年） - 味噌・酢操業開始
- 1923年（大正12年） - 国鉄古賀駅に貨物ホーム設置
- 1925年（大正14年） - ソース操業開始
- 1942年（昭和17年） - 陸軍・海軍軍需部監督工場に指定される
- 1948年（昭和23年） - 日本食品株式会社を吸収合併
- 1961年（昭和26年） - うまくちしょうゆ発売
- 1959年（昭和34年） - 特許製麹室設置の無手入製麹技術を全国醤油業者に公開
- 1965年（昭和40年） - 社名をニビシ醤油株式会社に変更
- 1973年（昭和48年） - 里ごころ発売
- 1978年（昭和53年） - 四季のつゆ発売
- 1983年（昭和58年） - 長崎ちゃんぽん「ワァン」発売
- 1989年（平成元年） - 料亭白だし発売
- 2001年（平成13年） - 新社長に末松繁雄就任
- 2016年（平成28年） - 第五工場、瓶詰工場、製品倉庫新設
- 2018年（平成30年） - 味噌ボトル（里ごころ）発売
- 2019年（令和元年） - 創業100周年
- 2020年（令和2年）  - 食品安全マネジメント認証であるFSSC22000を取得

## 事業所
- 本社・工場 - 福岡県古賀市駅東3-2-1
- 東京事務所 - 東京都世田谷区北沢2-10-15-509

## 主な商品

### 主な醤油
- うまくちしょうゆ
- うまくちさしみしょうゆ
- あごだし醤油
- たまごにかける醤油
- あまかっちゃんしょうゆ

### 主な味噌
- 里ごころ
- 里ごころ（減塩）
- 里ごころ（無添加すりみそ）
- 里ごころ味噌ボトル焙煎あご・鰹だし（鮮度ボトル）
- 里ごころ味噌ボトルしじみだし（鮮度ボトル）

### 主なだし
- 料亭白だし
- 減塩白だし
- あご白だし
- 料亭朱だし

### 主なつゆ
- 四季のつゆ
- あごだしつゆ
- ざるそば・ざるうどんつゆ
- たまご焼きのつゆ

### 主な酢・ぽん酢
- 然舎 きずぽんず
- だいだいかけぽん酢
- 減塩ゆずぽん酢
- 中華春雨の素

### 主なスープ・たれ
- 長崎ちゃんぽん、辛味噌ちゃんぽんワァン(80g)
- 博多うどんかろ(80g)
- 長崎ちゃんぽん ワァン(1.2kg)
- 博多ラーメン(1L)
- 焼肉のたれ
- すき焼きのたれ

### 主な鍋スープ
- 然舎 はかた地どりだし塩鍋、とらふぐ鍋
- 長崎ちゃんぽん鍋スープ
- 博多もつ鍋スープ　しょうゆ味
- うまかあごだし鍋つゆ
- 博多水炊きスープ

### ソース・その他
- ウスターソース
- 然舎 飛魚だし(7gX6パック)
- かしわ飯の素
- 古賀の牛めし
- 玄界灘の鯛めし
- まぜめん ピリ辛豆乳・香る柚子胡椒
- ほんがへし
- 柚子こしょう(青とうがらし)

## CMキャラクター
- 米倉斉加年
- 豊田泰光
- イッセー尾形
- 中島愛里